# قشلاق (ميانة)
قشلاق هي قرية في مقاطعة ميانة، إيران. عدد سكان هذه القرية هو 84 في سنة 2006.